# Transformers: The Album
Transformers: The Album è una compilation realizzata da vari artisti come colonna sonora del film Transformers. L'album, uscito nel 2007, vendette 32 000 copie la settimana di debutto, posizionandosi al 21º posto della classifica Billboard 200.

## Tracce
1. What I've Done (Linkin Park)
2. Doomsday Clock (Smashing Pumpkins)
3. This Moment (Disturbed)
4. Before It's Too Late (Sam and Mikaela's Theme) (Goo Goo Dolls)
5. Pretty Handsome Awkward (The Used)
6. Passion's Killing Floor (HIM)
7. What's It Feel Like to Be a Ghost? (Taking Back Sunday)
8. Second to None (ft. Mike Shinoda) (Styles of Beyond)
9. End of the World (Armor for Sleep)
10. Retina and the Sky (Idiot Pilot)
11. Technical Difficulties (Julien-K)
12. Transformers Theme (Mutemath)